# Roman Málek (2000)
Roman Málek (* 24. prosince 2000) je český lední hokejista hrající na postu brankáře. Jeho rodiči jsou Vladimíra a Roman Málkovi, jenž býval rovněž hokejovým brankářem. Mladší bratr Jakub je hokejový obránce.

## Život
Ve svých mládežnických letech hrál Roman Málek junior za výběry Vítkovic, za jejichž první mužstvo tehdy hrál jeho otec. Během sezóny 2014/2015 přešel do mládeže pražské Slavie, za jejíž tým mužů v ročníku 2018/2019 prvně nastoupil, když vychytal vítězství v poměru 5:3 na ledě Benátek nad Jizerou. V téže sezóně odehrál rovněž jeden zápas za HC Draci Bílina, ale její výraznou část strávil v dresu mládežnického výběru pražské Slavie. V dalším ročníku (2019/2020) vytvořil spolu s Martinem Michajlovem brankářskou dvojici, která pravidelně nastupovala za mužský výběr HC Slavia Praha.